# Лунгулецу (комуна)
Лунгулецу (рум. Lungulețu) — комуна у повіті Димбовіца в Румунії. До складу комуни входять такі села (дані про населення за 2002 рік):
- Лунгулецу (4321 особа)
- Оряска (27 осіб)
- Сердану (1434 особи)

Комуна розташована на відстані 39 км на північний захід від Бухареста, 38 км на південний схід від Тирговіште, 116 км на південь від Брашова.

## Населення
За даними перепису населення 2002 року у комуні проживали 5782 особи. Усі жителі комуни рідною мовою назвали румунську.
Національний склад населення комуни:
| Національність   | Кількість осіб | Відсоток |
| ---------------- | -------------- | -------- |
| румуни           | 5780           | > 99,9%  |
| цигани           | 1              | < 0,1%   |
| росіяни-липовани | 1              | < 0,1%   |

Склад населення комуни за віросповіданням:
| Релігія       | Кількість осіб | Відсоток |
| ------------- | -------------- | -------- |
| православні   | 5684           | 98,3%    |
| п'ятдесятники | 92             | 1,6%     |
| адвентисти    | 5              | 0,1%     |
| римо-католики | 1              | < 0,1%   |